# Tajmuraz Salkazanov
Tajmuraz Mairbekovitj Salkazanov (ryska: Таймураз Маирбекович Салказанов), född 6 april 1996 i Ryssland, är en slovakisk brottare som tävlar i fristil.

## Karriär
Vid EM 2025 i Bratislava tog Salkazanov brons i 74 kg-klassen efter att ha besegrat ungerske Murad Kuramagomedov i bronsmatchen.